# Georg Tintner
Georg Bernhard Tintner (22. Mai 1917 in Wien – 2. Oktober 1999 in Halifax, Kanada) war ein österreichischer Komponist und Dirigent, der 1946 die neuseeländische Staatsbürgerschaft annahm.

## Leben und Werk
Georg Tintner begann mit sechs Jahren, Klavier zu lernen, und komponierte bereits wenig später. Vom neunten bis zum dreizehnten Lebensjahr gehörte er den Wiener Sängerknaben an. Er studierte in Wien Musik, unter anderem bei Felix Weingartner und Joseph Marx, und wurde dort sowohl vom „Wiener Klang“ der Philharmoniker als auch von deren Repertoire geprägt, insbesondere durch die Wiederentdeckung und beginnende Pflege der Originalfassungen der Sinfonien Anton Bruckners. Mit 19 Jahren wurde Tintner an die Wiener Volksoper engagiert. Er galt als außergewöhnliches Talent.
Nach der Annexion Österreichs musste er aufgrund seiner jüdischen Herkunft das Land verlassen, emigrierte über Jugoslawien und Großbritannien nach Neuseeland, wo er einige Jahre zurückgezogen lebte. Aufgrund persönlicher Verluste und der Entwurzelung durch die Emigration war es ihm nicht mehr möglich, weiter zu komponieren. Er zählt zur Reihe der lost composers in Folge der nationalsozialistischen Gewaltherrschaft.
Erst Ende der 1940er Jahre fand er wieder Boden unter den Füßen und begann eine erfolgreiche Karriere als Dirigent. Er wurde Resident Conductor der australischen Nationaloper, ging 1966 nach Kapstadt, wo er das städtische Orchester leitete, und wurde danach für drei Jahre ans Sadler’s Wells in London verpflichtet. In Großbritannien dirigierte er auch die London Mozart Players, das Bournemouth Symphony Orchestra, die Royal Northern Sinfonia und das London Symphony Orchestra. 1971 ging er wiederum nach Australien, wo er alle wichtigen Operntruppen dirigierte, darunter auch am Sydney Opera House. Zu seinem Repertoire zählten fünfzig Opern, rund zwei Drittel davon konnte er auswendig dirigieren.
Tintner wurde zum wahrscheinlich gefragtesten Spezialisten der österreichischen Romantik in den Ländern des Commonwealth – Neuseeland, Australien, Kanada, auch Schottland und Irland. Mit den dortigen Orchestern spielte er für Naxos eine Gesamtaufnahme der Sinfonien Bruckners ein, wobei er diesen Ensembles die Prinzipien des Wiener Klanges (Bogenführung u. ä.) generell überhaupt erst beibringen musste und dabei eine ähnliche Leistung vollbrachte wie Bruno Walter mit dem Columbia Symphony Orchestra.
1987 wurde er zum Musikdirektor des Symphony Nova Scotia in Halifax bestellt und übersiedelte nach Kanada. Er dirigierte fortan alle wichtigen kanadischen Orchester, wie das Toronto Symphony Orchestra und das Montreal Symphony Orchestra, und wurde auch von der Michigan Opera in Detroit verpflichtet. Regelmäßig kam er nach Tschechien, um dort Meisterklassen zu geben.
Nach sechsjährigem Krebsleiden beging Tintner durch Fenstersturz Suizid.

## Kompositionen (Auswahl)
- Sonate für Violine, 1942–1944
- Variationen über ein Thema von Chopin, 1934
- Präludium „Sehnsucht“, 1936
- Auf den Tod eines Freundes
- Sonate für Klavier in f-Moll
- Fuge in G-Dur, 1939
- Fuge in c-Moll, 1939
- Trauermusik (Musica Tragica), 1939–1941

## Auszeichnungen
- 1989: Ehrendoktorat der Dalhousie University in Halifax
- 1990: Pinnacle Award for Excellence in the Arts
- 1992: 125th Anniversary of the Confederation of Canada Medal
- 1993: Großes Ehrenzeichen für Verdienste um die Republik Österreich
- 1994: Silbernes Ehrenzeichen für Verdienste um die Republik Österreich
- 1995: Ehrendoktorat der St. Francis Xavier University in Antigonish
- 1995: Ehrendoktorat der Griffith University in Brisbane
- 1995: Fellow der Hong Kong Academy for Performing Arts
- 1995: Best Classical Artist bei den East Coast Music Awards
- 1995: Best Classical Recording bei den East Coast Music Awards
- 1998: Member of the Order of Canada
- 1999: Portia White Prize for Excellence in the Arts in Nova Scotia